# 譚公廟道

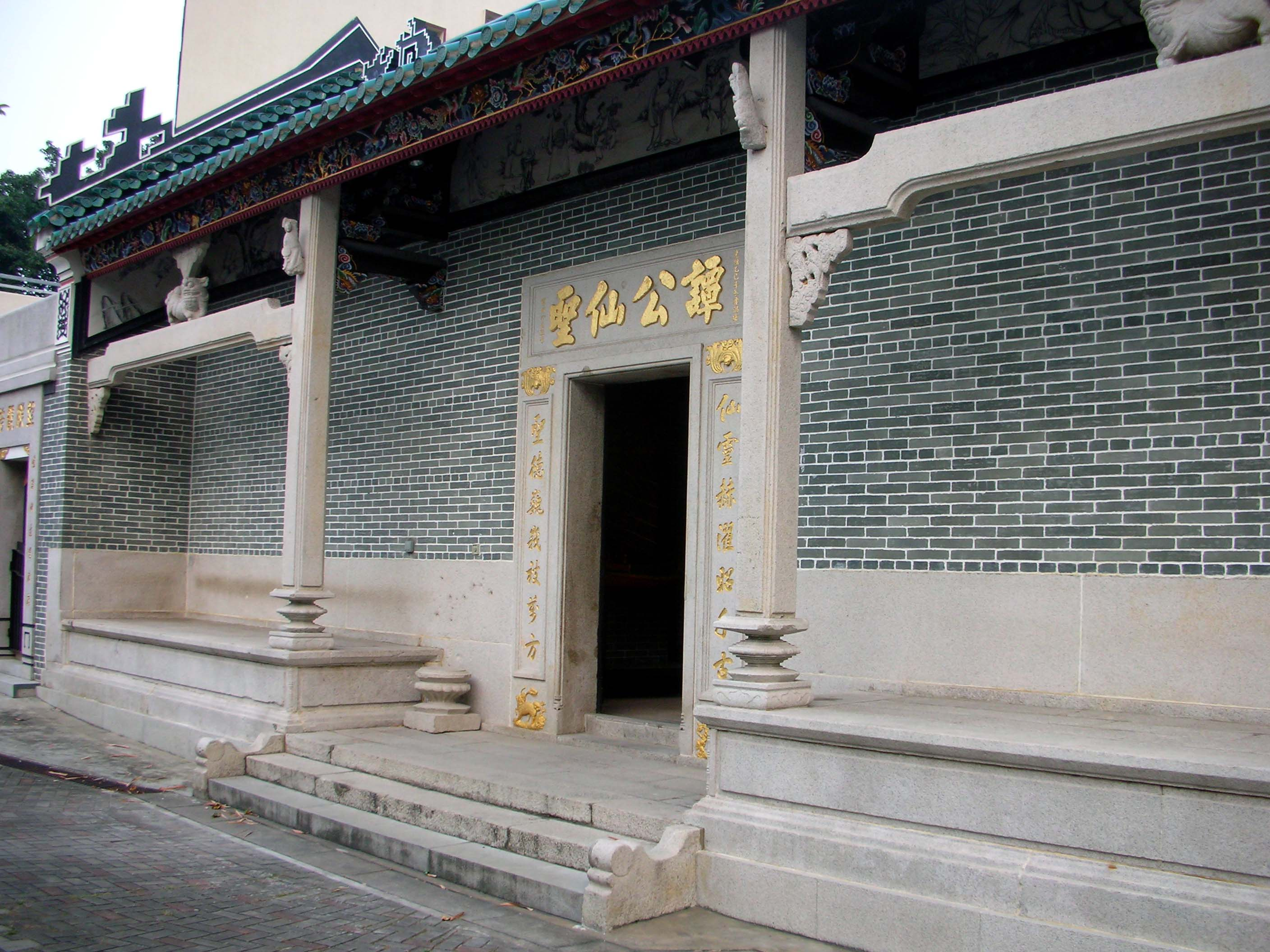
位於譚公廟道的一級歷史建築物譚公廟

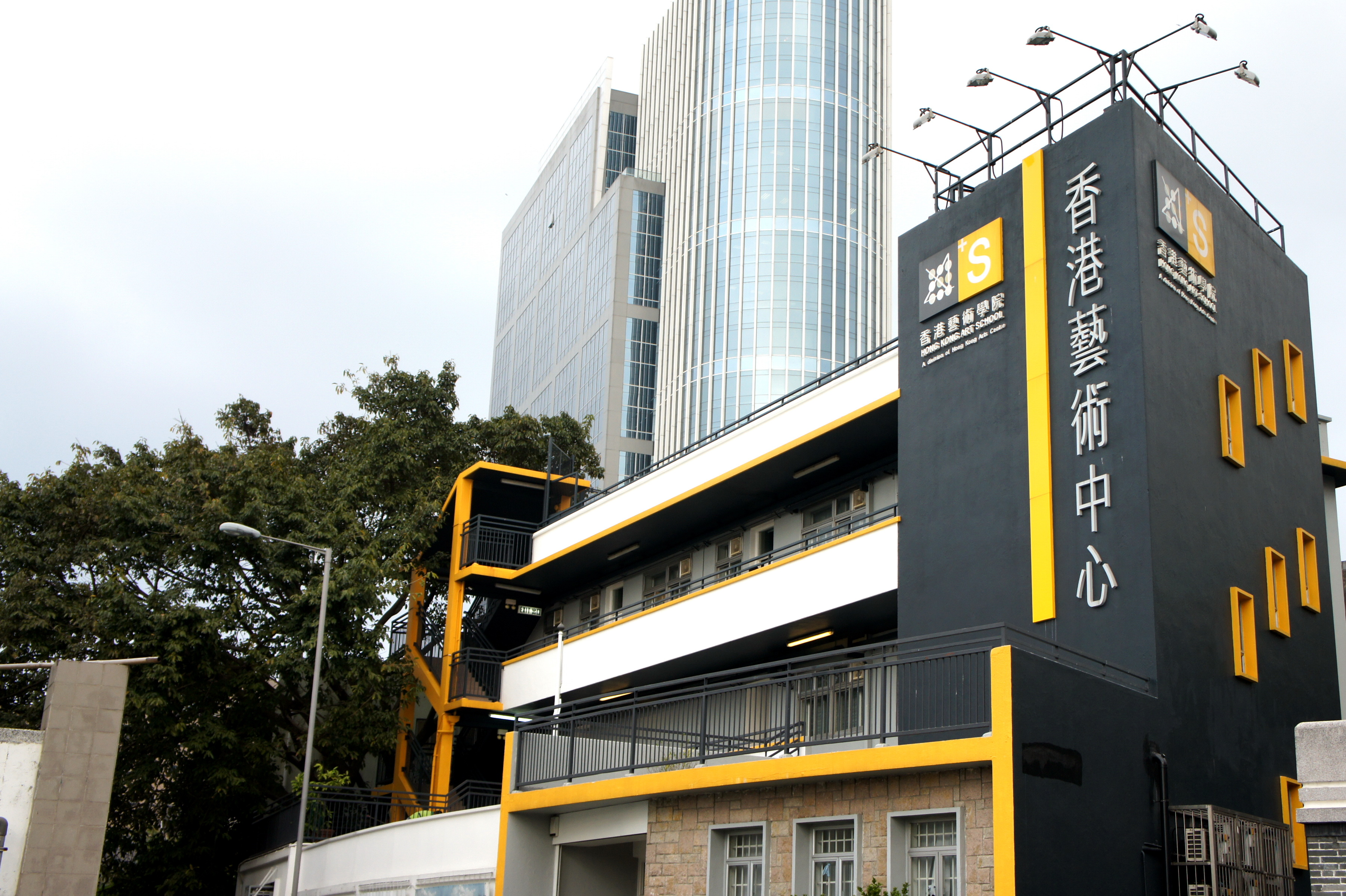
位於譚公廟道8號的香港藝術學院

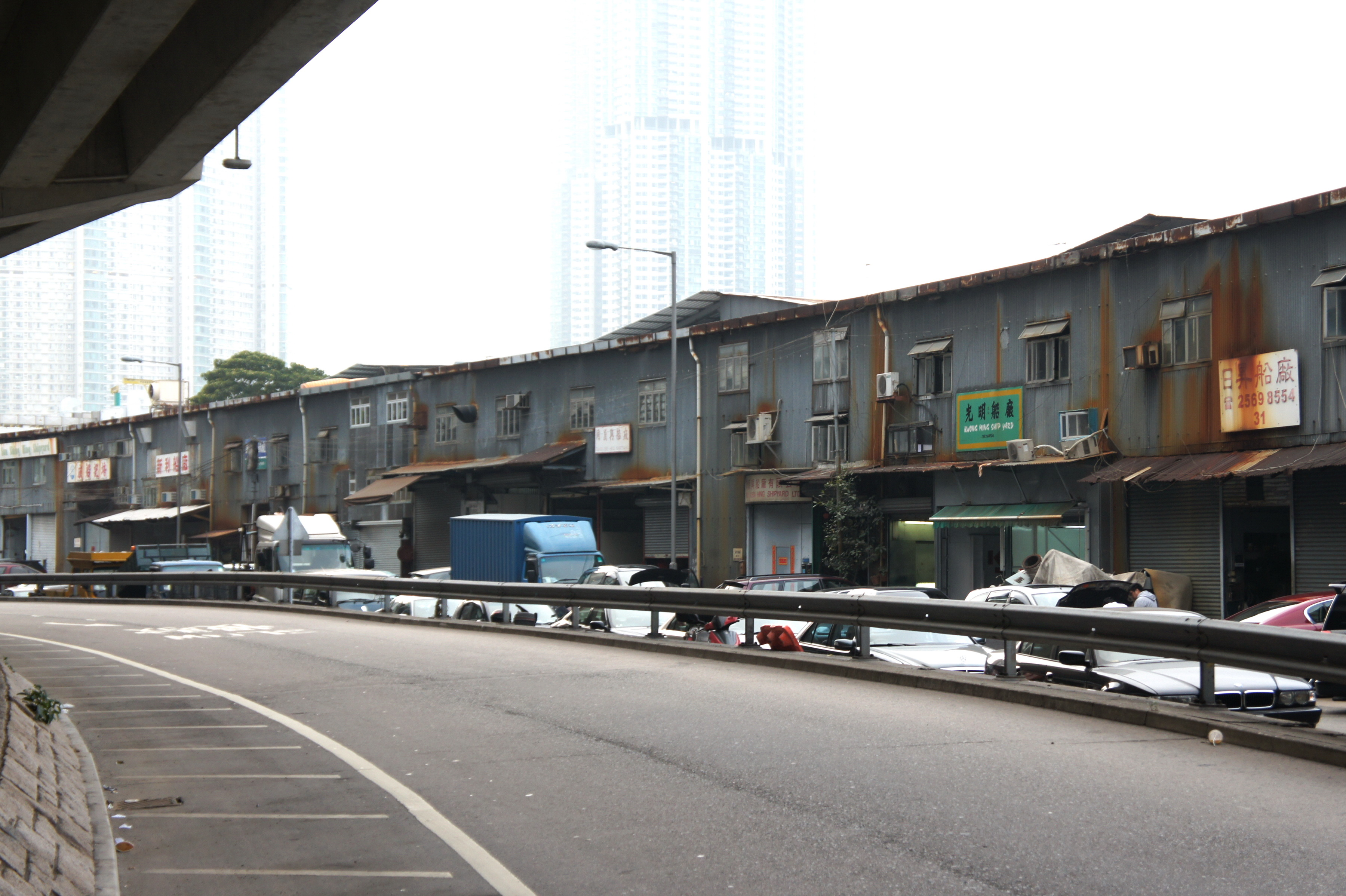
譚公廟道上的船廠，前方道路為東喜道，左上方為港島東區走廊。

譚公廟道（英語：Tam Kung Temple Road）是香港島東區的一條街道，在筲箕灣港島東區走廊北面，愛秩序灣海濱花園東面，面臨筲箕灣避風塘。
在香港，除了有一條位於筲箕灣的譚公廟道外，九龍土瓜灣亦有一條以譚公命名的街路譚公道，可是該處現時卻沒有譚公廟，據說是於第二次世界大戰時被炸毀後沒有再重修。
座落譚公廟道的建築物包括建於1905年（清光緒三十一年）並重建於2002年的譚公廟、筲箕灣基本污水處理廠、香港藝術學院、筲箕灣魚類批發市場、中銀香港倉庫及12間可能面臨搬遷的船隻維修廠。此外，在西面入口處設有一個露天收費停車場。
每年農曆四月初八「譚公誕」，譚公廟旁會有神功戲公演，而舞獅舞龍的隊伍則由筲箕灣東大街巡遊至譚公廟道。

## 鄰近
- 香港海防博物館
- 筲箕灣魚類批發市場
- 阿公岩村道
- 筲箕灣東大街
- 筲箕灣電車總站
- 筲箕灣城隍廟
- 筲箕灣天后廟

## 交通
港鐵
- █  港島綫：筲箕灣站D1出口(沿東喜道步行約5分鐘)

## 資料來源
1. ↑  麥玲玲. . 東周刊 289期. 2009-03-11  [2011-03-05]. （原始内容存档于2011-12-20）.
2. ↑  . 香港中華文化總會網站.   [2011-02-17]. （原始内容存档于2009-12-21）.
3. ↑  . 東方日報. 2010-05-98  [2011-03-05]. （原始内容存档于2010-06-12）.
4. ↑  . 香港旅遊發展局. 2011-02-11  [2011-03-05]. （原始内容存档于2010-04-12）.
5. ↑  . 香港商報. 2010-05-14  [2011-03-05].[永久]

## 外部連結
- Google地圖
- 筲箕灣譚公廟[永久]
- 筲箕灣魚類批發市場[永久]